# Ekaterina von Engelhardt
Ekaterina von Engelhardt, (in russo: Екатерина Васильевна Энгельгардт) (1761 – 1829), è stata una nobildonna russa.

## Biografia
Era la figlia di Wassily von Engelhardt e di sua moglie Elena Alexandrovna Potëmkin, e quindi la nipote di Grigorij Aleksandrovič Potëmkin.
Nel 1776, grazie a suo zio, entrò a corte e divenne damigella d'onore dell'imperatrice.

## Matrimoni

### Primo Matrimonio
Pavel Martinovič Skavronskij (1757-1794), l'ultimo membro della famiglia Skavronskij, si innamorò di lei e, nonostante fosse noto il rapporto tra lei e suo zio, chiese la sua mano. Potëmkin organizzò la cerimonia. Il matrimonio ebbe luogo il 10 novembre 1781. Poco dopo, Ekaterina accompagnò il granduca Paolo e sua moglie, Maria Feodorovna in un tour in Europa.
Dopo qualche tempo, Ekaterina seguì il marito, nominato ambasciatore a Napoli nel 1784. La coppia ebbe due figlie:
- Ekaterina Pavlovna (1783-1857), sposò in prime nozze il principe Pëtr Ivanovič Bagration, sposò in seconde nozze John Hobart Caradoc, non ebbe figli da entrambi i matrimoni;
- Marija Pavlovna Skavronskaja

Dopo la morte del marito tornò in Russia.

### Secondo Matrimonio
Durante il suo soggiorno in Italia, conobbe il cavaliere di Malta il conte Giulio Litta chiamato in Russia Julij Pompeevič Litta. Si sono sposati nel 1798 quando lei aveva 37 anni.
Dopo il matrimonio, Ekaterina è stato concesso l'Ordine di San Giovanni di Gerusalemme nel 1809, e l'Ordine di Santa Caterina nel 1824.
Presumibilmente, Litta avuto una relazione con la sua figliastra, Marija. In effetti, la figlia di Marija - Julija Pavlovna Samojlova - non solo aveva evidenti analogie con il secondo marito di sua nonna. Inoltre, Litta le lasciò quasi tutta la sua fortuna.

## Morte
Morì nel 1829 e fu sepolta nella chiesa del Santo Spirito nel Monastero di Aleksandr Nevskij.